# Siège de Pécs
Grande guerre turque
Batailles
- Vienne
- Párkány
- Vác
- Buda (1)
- Érsekújvár
- Eperjes (en)
- Kassa
- Buda (2)
- Pécs
- Mohács
- Crimée (1)
- Belgrade (1)
- Batočina (en)
- Crimée (2)
- Niš
- Zărnești
- Kačanik
- Mytilène (en)
- Belgrade (2)
- Slankamen
- Belgrade (3)
- Îles Inousses
- Chios
- Zeytinburnu
- Azov
- Lugos
- Andros (1)
- Ulaş
- Cenei (en)
- Andros (2) (en)
- Zenta
- Podhajce
- Samothrace

Le siège de Pécs est un siège de la ville de Pécs en Hongrie allant du 14 au 22 octobre 1686 durant la grande guerre turque. Il oppose l'armée du Saint-Empire romain germanique dirigée par Louis-Guillaume de Bade-Bade à celle de l'Empire ottoman.

## Prélude
Après la prise du château de Buda en 1686, l'armée impériale s'en va prendre la ville de Pécs.

## Siège
La garde avancée impériale entre dans la ville et la pille. Les ottomans, voyant qu'ils ne peuvent tenir la ville, décident de la brûler et s'enferment dans le château. L'armée de Louis de Bade occupe la ville le 14 octobre et détruit l'aqueduc du château. N'ayant plus le choix, les ottomans se rendent le 22 octobre. 

## Conséquences
Le siège dévaste une région auparavant prospère et celle-ci est dépeuplée par les paysans fuyant les troupes impériales.

## Source
- (en) Cet article est partiellement ou en totalité issu de l’article de Wikipédia en anglais intitulé « Siege of Pécs » (voir la liste des auteurs).